# Кубок Австрії з футболу 1986—1987
Кубок Австрії з футболу 1986–1987 — 53-й розіграш кубкового футбольного турніру в Австрії. Титул здобув Рапід (Відень).

## Календар
| Раунд        | Дата                        | Матчі | Клуби   |
| ------------ | --------------------------- | ----- | ------- |
| Перший раунд |                             |       |         |
| 1/32 фіналу  | 9-20 серпня 1986            | 32    | 64 → 32 |
| 1/16 фіналу  | 27 березня - 14 квітня 1987 | 16    | 32 → 16 |
| 1/8 фіналу   | 17-21 квітня 1987           | 8     | 16 → 8  |
| 1/4 фіналу   | 5 травня 1987               | 4     | 8 → 4   |
| 1/2 фіналу   | 19-20 травня 1987           | 2     | 4 → 2   |
| Фінал        | 9/16 червня 1987            | 2     | 2 → 1   |

## 1/32 фіналу
| Команда 1                | Рахунок      | Команда 2                        |
| ------------------------ | ------------ | -------------------------------- |
| 9 серпня 1986            |              |                                  |
| Нойберг (4)              | 4:0          | Баденер (3)                      |
| 19 серпня 1986           |              |                                  |
| Бішофсгофен (3)          | 0:3          | Куфштайн (2)                     |
| Фойтсберг (4)            | 1:3          | ЛАСК Лінц                        |
| Санкт-Магдалена (4)      | 1:0          | Шпітталь (2)                     |
| Неттінгшдорф (4)         | 0:8          | Грацер                           |
| Оберварт (3)             | 1:2          | Адміра/Ваккер                    |
| Баумгартен (3)           | 2:1          | ФФБ Медлінг (2)                  |
| Унтерзібенбрунн (4)      | 2:7          | Айзенштадт                       |
| Вінер-Нойштадт (3)       | 0:2          | Рапід (Відень)                   |
| Роттенманн (4)           | 0:1          | ФОЕСТ (Лінц)                     |
| Вікторія (Брегенц) (3)   | 0:6          | Сваровскі-Тіроль                 |
| САК Клагенфурт (4)       | 2:0          | Уніон Фекламаркт (2)             |
| Айнтрахт (Велш) (4)      | 1:3          | Санкт-Файт (2)                   |
| Фельдкірхен (4)          | 2:0          | Капфенберг-2 (4)                 |
| Ферштенфельд (4)         | 0:1 дч       | Капфенберг (3)                   |
| Вайднгофен/Іббс (4)      | 0:9          | Аустрія (Відень)                 |
| Аматор Штайр (4)         | 1:3 дч       | Донавіц (Леобен) (2)             |
| Мелльталь Оберфеллах (4) | 2:2 пен. 4:5 | Аустрія (Клагенфурт)             |
| АСК Зальцбург (3)        | 1:2          | Зальцбургер 1914 (2)             |
| Імшт (3)                 | 2:4          | Аустрія (Зальцбург) (2)          |
| ЛСВ Відень (4)           | 1:1 пен. 4:3 | Швехат (3)                       |
| Мотнер Маркгоф (3)       | 1:3 дч       | Санкт-Пельтен (3)                |
| Гмюнден (4)              | 1:3 дч       | Флавія Солва (2)                 |
| Штоккерау (3)            | 2:5          | Кремсер (2)                      |
| Гартберг (4)             | 1:0          | Вінер Шпорт-Клуб                 |
| Ред Стар (4)             | 0:3          | Ферст Вієнна                     |
| Андорф (4)               | 0:3          | Штурм                            |
| Гогенемс (3)             | 2:0          | Шварц-Ваййс Брегенц/Дорнбірн (2) |
| 20 серпня 1986           |              |                                  |
| Рум (3)                  | 0:1          | Нойштіфт (4)                     |
| УСВ Зальцбург (3)        | 2:0          | Ваттенс (Тіроль) (3)             |
| Іббс (4)                 | 1:0          | Цветтль (3)                      |
| Матрей (4)               | 2:1          | Форвертс (Штайр) (2)             |

## 1/16 фіналу
| Команда 1            | Рахунок      | Команда 2               |
| -------------------- | ------------ | ----------------------- |
| 27 березня 1987      |              |                         |
| УСВ Зальцбург (3)    | 1:1 пен. 4:3 | Грацер                  |
| 28 березня 1987      |              |                         |
| Зальцбургер 1914 (2) | 0:2          | Сваровскі-Тіроль        |
| Нойштіфт (4)         | 0:4          | Аустрія (Зальцбург) (2) |
| Нойберг (4)          | 2:5          | Аустрія (Відень)        |
| ЛСВ Відень (4)       | 0:2          | Айзенштадт              |
| Санкт-Пельтен (3)    | 0:1          | Рапід (Відень)          |
| Донавіц (Леобен) (2) | 0:2          | Штурм                   |
| САК Клагенфурт (4)   | 0:0 пен. 3:2 | ЛАСК Лінц               |
| Баумгартен (3)       | 1:5          | Адміра/Ваккер           |
| Іббс (4)             | 0:2          | Ферст Вієнна            |
| Санкт-Магдалена (4)  | 1:2          | Флавія Солва (2)        |
| Гогенемс (3)         | 0:3          | Куфштайн (2)            |
| Гартберг (4)         | 2:4          | Кремсер (2)             |
| 29 березня 1987      |              |                         |
| Капфенберг (3)       | 1:3          | Аустрія (Клагенфурт)    |
| 7 квітня 1987        |              |                         |
| Фельдкірхен (4)      | 0:2          | ФОЕСТ (Лінц)            |
| 14 квітня 1987       |              |                         |
| Матрей (4)           | 0:1          | Санкт-Файт (2)          |

## 1/8 фіналу
| Команда 1         | Рахунок | Команда 2               |
| ----------------- | ------- | ----------------------- |
| 17 квітня 1987    |         |                         |
| Ферст Вієнна      | 2:0     | Аустрія (Клагенфурт)    |
| Куфштайн (2)      | 0:1 дч  | Аустрія (Зальцбург) (2) |
| 18 квітня 1987    |         |                         |
| Адміра/Ваккер     | 3:1     | Штурм                   |
| Санкт-Файт (2)    | 2:1 дч  | САК Клагенфурт (4)      |
| Сваровскі-Тіроль  | 4:1     | Флавія Солва (2)        |
| Аустрія (Відень)  | +:-     | Кремсер (2)             |
| 20 квітня 1987    |         |                         |
| УСВ Зальцбург (3) | 2:4     | ФОЕСТ (Лінц)            |
| 21 квітня 1987    |         |                         |
| Рапід (Відень)    | 4:0     | Айзенштадт              |

## 1/4 фіналу
| Команда 1               | Рахунок | Команда 2        |
| ----------------------- | ------- | ---------------- |
| 5 травня 1987           |         |                  |
| Ферст Вієнна            | 1:0     | Адміра/Ваккер    |
| Санкт-Файт (2)          | 0:3     | Рапід (Відень)   |
| Сваровскі-Тіроль        | 3:1     | Аустрія (Відень) |
| Аустрія (Зальцбург) (2) | 1:3     | ФОЕСТ (Лінц)     |

## 1/2 фіналу
| Команда 1      | Рахунок | Команда 2        |
| -------------- | ------- | ---------------- |
| 19 травня 1987 |         |                  |
| Рапід (Відень) | 2:0     | ФОЕСТ (Лінц)     |
| 20 травня 1987 |         |                  |
| Ферст Вієнна   | 0:3     | Сваровскі-Тіроль |

## Фінал
| Команда 1        | Заг. | Команда 2        | 1-й матч | 2-й матч |
| ---------------- | ---- | ---------------- | -------- | -------- |
| 9/16 червня 1987 |      |                  |          |          |
| Рапід (Відень)   | 4:2  | Сваровскі-Тіроль | 2:0      | 2:2      |

### Перший матч
| 9 червня 1987 |

| Рапід (Відень)          | 2:0      | Сваровскі-Тіроль |
| ----------------------- | -------- | ---------------- |
| Лайнер 5' Халілович 45' | Протокол |                  |

| Герхард-Ганаппі-Штадіон, Відень Глядачів: 9 500 Арбітр: Гайнц Гольцманн |

### Повторний матч
| 16 червня 1987 |

| Сваровскі-Тіроль           | 2:2      | Рапід (Відень)             |
| -------------------------- | -------- | -------------------------- |
| Месслендер 40' Пакульт 75' | Протокол | Краньчар 33' Браунедер 80' |

| Тіволі, Інсбрук Глядачів: 8 000 Арбітр: Горст Бруммаєр |